# RUSTY HEARTS
「RUSTY HEARTS」（ラスティ・ハーツ）は、日本のヴィジュアル系ロックバンド・BREAKERZの14作目のシングル。

## 概要
- 初回盤Aは表題曲のプロモーションビデオ及びメイキングを、初回盤Bは「BREAKERZメンバー本音対談 ～heart to heart～ “DAIGO×AKIHIDE” “AKIHIDE×SHINPEI” “SHINPEI×DAIGO”」を、FC & Musing盤は「TEAM BREAKERZ VALENTINE LIVE 2012 "GO!GO! VALENTINE"」ライブ映像5曲＋オフショット映像を収録したDVDを付属。

## 収録曲
1. RUSTY HEARTS [4:11]
  - 作詞・作曲：DAIGO / 編曲：BREAKERZ

DAIGOはゲームの世界観からイメージした「たった一つの希望」というテーマを元に制作しており、「想いを歌詞に込めて、エッジの効いたソリッドでキャッチーなナンバーが完成しました。まさに『RUSTY HEARTS』のために生まれてきた曲」と言う[1]。
2. CHALLENGERZ [3:26]
  - 作詞：DAIGO / 作曲：SHINPEI / 編曲：BREAKERZ

「アメリカンロック風の曲。男でも女でもノれるような、力強い曲」とコメントしている[2]。
3. 君の声が聴こえる (Acoustic Version) [4:11]
  - 作詞・作曲：DAIGO / 編曲：飯田匡彦

ミニアルバム『アオノミライ』収録曲のアコースティックバージョン。

## 特典DVD

### 初回限定盤A
「RUSTY HEARTS」Music Clip＋Music Clip Off Shot

### 初回限定盤B
BREAKERZメンバー本音対談 ～heart to heart～ “DAIGO×AKIHIDE” “AKIHIDE×SHINPEI” “SHINPEI×DAIGO”

### Musing&FC盤
「TEAM BREAKERZ VALENTINE LIVE 2012 “GO!GO! VALENTINE"」のライブ映像5曲＋オフショット映像

## タイアップ
- Microsoft Windows専用セガ社製オンラインゲーム『RUSTY HEARTS』オープニングテーマ (#1)
- ビーイング&千葉テレビ放送制作・全国独立放送協議会系列音楽番組『MUSIC LAUNCHER』2013年1月度オープニングテーマ (#1)
- テレビ朝日系列音楽番組『BREAK OUT』2013年1月度オープニングトラック (#1)
- ブシロード『カードファイト!! ヴァンガード』公式イメージソング (#2)
- ブシロード『レッスルキングダム7 〜EVOLUTION〜 in 東京ドーム』CMソング (#2)
- ブシロード『レッスルキングダム7 〜EVOLUTION〜 in 東京ドーム』大会公式テーマソング (#2)
- ブシロード制作・TOKYO MX系特撮テレビドラマ『ファイヤーレオン』エンディングテーマ (#2)